# (19437) Jennyblank
(19437) Jennyblank (1998 FQ79) – planetoida z pasa głównego asteroid okrążająca Słońce w ciągu 4,64 lat w średniej odległości 2,78 j.a. Odkryta 24 marca 1998 roku.